# Recht der Schweiz
Das Recht der Schweiz ist die Gesamtheit der rechtlichen Regeln der Schweiz, auf allen Staatsstufen (Bund, Kantone, Gemeinden). Das Recht der Schweiz wurde insbesondere vom französischen und deutschen Recht mitbeeinflusst.
Auf der obersten Stufe der Schweizer Rechtsordnung steht die Bundesverfassung. Auf der Stufe darunter folgen die Gesetze, danach die Verordnungen. Bundesrecht hat gegenüber kantonalem Recht Vorrang. Welchen Rang völkerrechtliche Verträge einnehmen, ist umstritten. Eine wichtige Unterscheidung besteht zwischen Öffentlichem Recht und Privatrecht.

## Eigenheiten

### Föderalismus
Das Schweizer Recht folgt dem Prinzip des Föderalismus und ist in drei Stufen aufgeteilt: Bund, Kanton, Gemeinde. Jede Stufe ist bis zu einem gewissen Grad autonom und hat eigene Aufgaben. Erwähnenswert ist etwa die Steuerautonomie der Kantone, die zu einem Wettbewerb führt, wer am meisten Unternehmen mit seinen tiefen Steuern anlockt.

### Direkte Demokratie
Das Schweizer Recht kennt mit den Volksinitiativen und den Referenden Elemente einer direkten Demokratie. Im Kanton Appenzell Innerrhoden und Kanton Glarus ist die direkte Demokratie am ausgeprägtesten in Form der Landsgemeinde.

## Öffentliches Recht
Zum Öffentlichen Recht gehören insbesondere das Verfassungsrecht, das Staatsrecht, das Strafrecht, das Verwaltungsrecht und das Verfahrensrecht.

## Privatrecht
Die wichtigsten Gesetze des Privatrechts sind das Zivilgesetzbuch und das Obligationenrecht. Daneben gibt es zahlreiche weitere Erlasse aus dem Privatrecht.